# Wereldkampioenschappen moderne vijfkamp 2021
De wereldkampioenschappen moderne vijfkamp 2021 werden van 8 juni tot 14 juni gehouden in Caïro in Egypte.

## Medailles

### Mannen
| Onderdeel   | Goud                                           | Goud | Zilver                                            | Zilver | Brons                                     | Brons |
| ----------- | ---------------------------------------------- | ---- | ------------------------------------------------- | ------ | ----------------------------------------- | ----- |
| Individueel | HUN Ádám Marosi                                | 1435 | RMPF Alexander Lifanov                            | 1426   | EGY Ahmed Elgendy                         | 1417  |
| Team        | HUN Ádám Marosi Richárd Bereczki Bence Demeter | 4185 | GER Fabian Liebig Marvin Faly Dogue Patrick Dogue | 4183   | EGY Eslam Hamad Ahmed Hamed Ahmed Elgendy | 4171  |
| Estafette   | RMPF Alexander Lifanov Maxim Koeznetsov        | 1491 | KOR Jung Jin-hwa Jun Woong-tae                    | 1486   | CHN Han Jiahao Zhang Linbin               | 1482  |

### Vrouwen
| Onderdeel   | Goud                                               | Goud | Zilver                                            | Zilver | Brons                                                     | Brons |
| ----------- | -------------------------------------------------- | ---- | ------------------------------------------------- | ------ | --------------------------------------------------------- | ----- |
| Individueel | BLR Anastasia Prokopenko                           | 1353 | FRA Élodie Clouvel                                | 1341   | HUN Michelle Gulyás                                       | 1339  |
| Team        | GER Annika Schleu Rebecca Langrehr Janine Kohlmann | 3960 | HUN Blanka Guzi Tamara Alekszejev Michelle Gulyás | 3907   | BLR Anastasia Prokopenko Iryna Prasiantsova Volja Silkina | 3898  |
| Estafette   | BLR Iryna Prasiantsova Volha Silkina               | 1395 | RMPF Goelnaz Goebajdoellina Oeliana Batasjova     | 1383   | HUN Rita Erdős Sarolta Simon                              | 1343  |

### Gemengd
| Onderdeel | Goud                         | Goud | Zilver                                 | Zilver | Brons                              | Brons |
| --------- | ---------------------------- | ---- | -------------------------------------- | ------ | ---------------------------------- | ----- |
| Estafette | KOR Seo Chang-wan Kim Se-hee | 1432 | BLR Ilya Palazkov Anastasia Prokopenko | 1422   | GER Patrick Dogue Rebecca Langrehr | 1415  |

### Medaillespiegel
| Plaats | Land        | Goud | Zilver | Brons | Totaal |
| 1      | Hongarije   | 2    | 1      | 2     | 5      |
| 2      | Wit-Rusland | 2    | 1      | 1     | 4      |
| 3      | RMPF        | 1    | 2      | 0     | 3      |
| 4      | Duitsland   | 1    | 1      | 1     | 3      |
| 5      | Zuid-Korea  | 1    | 1      | 0     | 2      |
| 6      | Frankrijk   | 0    | 1      | 0     | 1      |
| 7      | Egypte      | 0    | 0      | 2     | 2      |
| 8      | China       | 0    | 0      | 1     | 1      |
| Totaal | Totaal      | 7    | 7      | 7     | 21     |